# Folos
Folos – postać z mitologii greckiej, drugi, obok Chejrona, dobry centaur, syn Sylena i Hamadryady.
Pewnego dnia Herakles przemierzający Epir poprosił o gościnę Folosa. Przyjął on herosa z należnymi względami, poczęstował jadłem. Herakles jednak nieopatrznie poprosił, by otworzyć bukłak z winem przeznaczonym wyłącznie dla centaurów, którzy wyczuwszy zapach trunku wpadli w szał. Zbiegli się do groty Folosa i zaatakowali Heraklesa. Wielu zginęło w walce, reszta zaś musiała uciec. Folos nie brał udziału w zmaganiach, ale grzebiąc swych zmarłych braci zranił się śmiertelnie zatrutą strzałą Heraklesa. Heros wyprawił uroczysty pogrzeb swojej przypadkowej ofierze, a jego prochy złożył na górze nazwanej odtąd Foloe.